# Konrad Pecher
Konrad Pecher (* 13. Dezember 1930) ist ein ehemaliger österreichischer Eisschnellläufer.
Pecher, der für den Wiener Eislauf-Verein startete, trat international erstmals bei der Mehrkampfweltmeisterschaft 1951 in Davos in Erscheinung, wobei er den 27. Platz im Großen Vierkampf errang. In der Saison 1951/52 lief er bei seiner einzigen Teilnahme an Olympischen Winterspielen in Oslo jeweils auf den 36. Platz über 500 m und 1500 m sowie auf den 32. Rang über 5000 m und belegte bei der Mehrkampfeuropameisterschaft 1952 in Östersund den 24. Platz im Großen Vierkampf. Bei österreichischen Mehrkampfmeisterschaften wurde er in den Jahren 1952 sowie 1955 jeweils Fünfter und im Jahr 1951 Zweiter.

## Persönliche Bestleistungen
| Disziplin | Zeit        | Datum             | Ort   |
| --------- | ----------- | ----------------- | ----- |
| 500 m     | 47,3 s      | 16. Februar 1952  | Oslo  |
| 1000 m    | 1:40,7 min  | 11. Dezember 1954 | Wien  |
| 1500 m    | 2:33,8 min  | 10. Februar 1951  | Davos |
| 3000 m    | 5:34,6 min  | 16. Februar 1951  | Wien  |
| 5000 m    | 9:04,9 min  | 17. Februar 1952  | Oslo  |
| 10.000 m  | 19:48,8 min | 15. Januar 1955   | Wien  |